# مخدتشيان (أرارات)
مدينة مخدتشيان (بالأرمينية:Մխչյան) (بالإنجليزية: Mkhchyan)‏ هي إحدى المدن التابعة لمقاطعة أرارات في أرمينيا. يقدر عدد سكانها بـ 5114 نسمة حسب الإحصاء الذي جرى عام 2011.